# 아서 단토

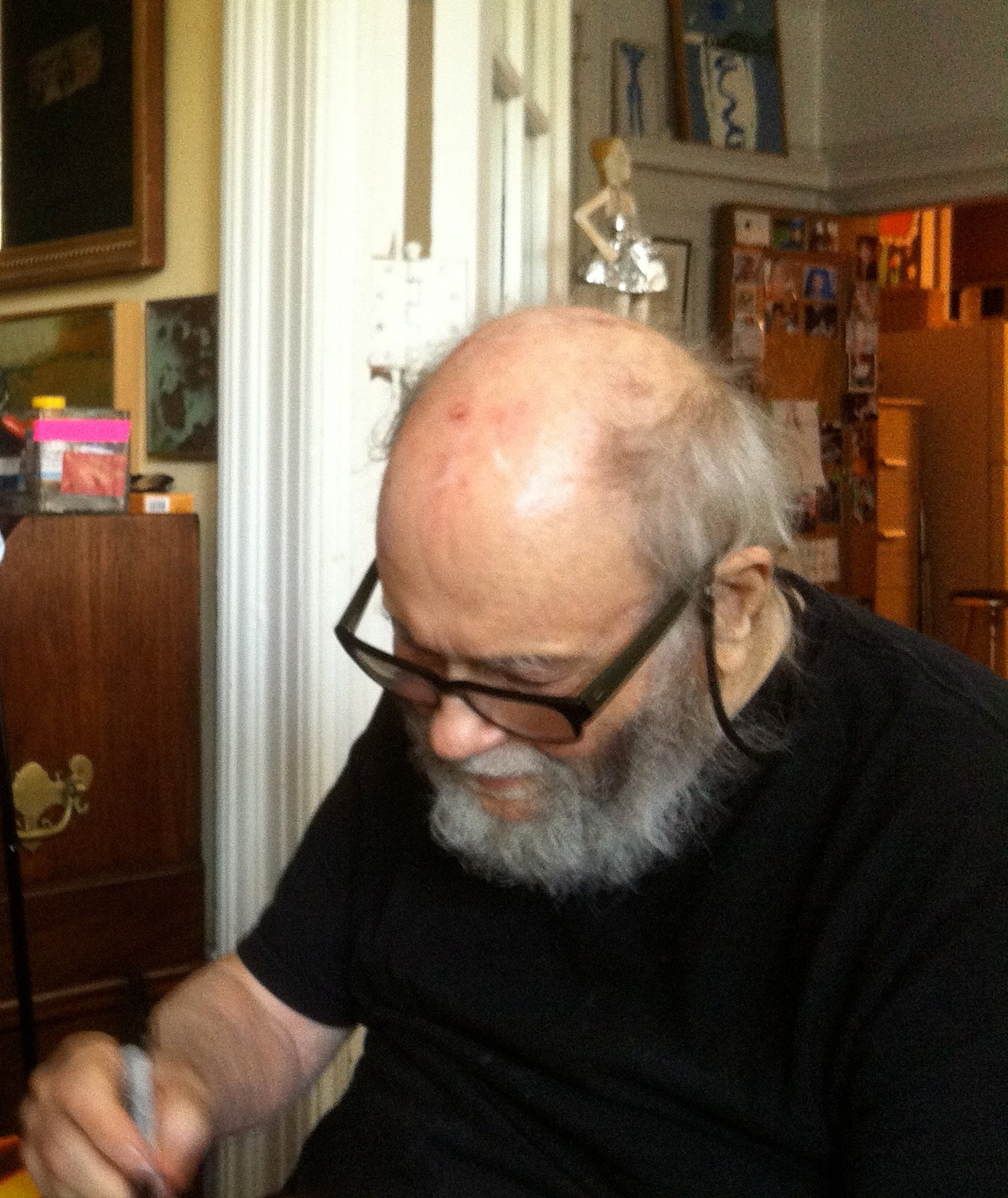

아서 단토(1924년 1월 1일 – 2013년 10월 25일)는 미국 미술 평론가, 철학자 및 컬럼비아 대학교의 교수였다. 그는 더 네이션(The Nation)의 오랜 예술 평론가이자 철학적 미학 및 역사 철학에 대한 그의 작업으로 가장 잘 알려져 있지만, 행동 철학을 포함한 여러 분야에 크게 기여했다. 그의 관심사는 생각, 감정, 예술 철학, 재현 이론, 철학적 심리학, 헤겔의 미학, 철학자 프리드리히 니체와 장 폴 사르트르를 포함했다.

## 삶과 경력
단토는 1924년 1월 1일 미시간주 앤아버에서 태어나 디트로이트에서 자랐다. 육군에서 2년을 보낸 후 단토는 웨인 대학교(현 웨인 주립 대학교)에서 미술과 역사를 공부했다. 학부 시절 그는 예술가가 되려고 했고 1947년에 표현주의 스타일로 판화를 만들기 시작했다. 그 후 그는 컬럼비아 대학교에서 철학을 전공했다. 1949년부터 1950년까지 단토는 장 발 밑에서 풀브라이트 장학금을 받고 파리에서 공부했으며 1951년에 콜롬비아에서 다시 가르치기 위해 돌아 왔다. 1992년 존슨 철학 명예 교수로 임명되었다. 그는 구겐하임 재단으로부터 펠로우십을 두 번 받았으며 미국 예술 과학 아카데미의 회원이었다.

## 철학적 작업
그는 "그의 해결책이 어떻게 외모가 현실로 받아 들여 졌는지 보여주는 것으로 구성 될 것이라고 상상할 수 없다면 문제는 철학적 문제가 아니다"라고 주장한다. 단토에 따르면, 과학이 경험적 문제를 다루는 동안 철학은 경험 외부에 있는 식별 할 수 없는 차이점을 조사한다.

## 메모
1. ↑  Johnson, Ken (2013년 10월 27일). “Arthur C. Danto, a Philosopher of Art, Is Dead at 89”. 《The New York Times》. 2013년 10월 28일에 확인함.
2. ↑  Arthur Danto, Connections to the World: The Basic Concepts of Philosophy (New York: Harper and Row, 1989), p.6.
3. ↑  Noel Carroll, "Danto's Comic Vision: Philosophical Method and Literary Style," Philosophy and Literature 39.2 (October 2015), p. 556.